# Stanisław Dziwisz
Stanisław Jan Dziwisz (Stanislas en français), né le 27 avril 1939 à Raba Wyżna en Pologne, est un cardinal polonais, archevêque métropolitain de Cracovie de 2005 à 2016. Il est secrétaire particulier de Jean-Paul II durant tout son pontificat (1978-2005).
Soupçonné de dissimulation d'abus sexuels commis par des prêtres, une plainte est déposée à son encontre en mars 2021, le Vatican l'innocente l'année suivante.

## Biographie

### Jeunesse et étude
Stanisław Dziwisz est le cinquième d'une famille de sept enfants, cinq garçons et deux filles. Son père, Stanisław, est employé des chemins de fer et sa mère, Zofia, femme au foyer.
Après l'école primaire, Stanisław entre au lycée de Nowy Targ.
En 1957, à sa majorité, il entre au séminaire où il a pendant plusieurs années le père Karol Wojtyła, futur Jean-Paul II, comme professeur de théologie morale.

### Prêtre
Le 23 juin 1963, il est ordonné par Karol Wojtyła, alors évêque auxiliaire de Cracovie, et envoyé comme vicaire dans la paroisse de Maków Podhalański.
En 1965, il quitte la paroisse pour reprendre ses études. Il commence une licence, puis un doctorat consacré au culte de saint Stanislas dans le diocèse de Cracovie.
En 1967, Stanisław Dziwisz obtient une licence en théologie, à la faculté de Cracovie, puis un doctorat en théologie, en 1981.
Il est engagé par Karol Wojtyła comme secrétaire et il le suit au Vatican à partir de son élection en tant que pape, en 1978, et le demeure jusqu'à la mort du pontife le 2 avril 2005.
Il est soupçonné d’avoir monnayé l’organisation d’audiences avec Jean-Paul II, notamment au profit de personnalités comme Theodore McCarrick et Marcial Maciel Degollado.

### Évêque
Jean-Paul II le consacre évêque le 19 mars 1998. Il le désigne pour être son exécuteur testamentaire. À ce titre, il devait détruire toutes les notes à la mort du pape, mais a admis n'avoir pu s'y résoudre, estimant que « tout devrait être préservé, gardé pour l’histoire, pour les générations futures ».
Le 3 juin 2005, Benoît XVI le nomme archevêque métropolitain de Cracovie, quelques semaines après la mort de Jean-Paul II. Il prend ses fonctions le 27 août suivant lors d'une cérémonie en la cathédrale du Wawel. Le 8 décembre 2016, il se retire de sa charge épiscopale à l'âge de soixante-dix-sept ans.

### Cardinal
Stanisław Dziwisz est créé cardinal par le pape Benoît XVI lors du consistoire du 24 mars 2006 avec le titre de cardinal-prêtre de Sainte-Marie du Peuple.
Il participe au conclave de 2013 qui élit François.
Le 23 juin 2013, il consacre solennellement le sanctuaire Jean-Paul II de Cracovie.
En juillet 2016, il accueille le pape François dans sa ville à l'occasion des journées mondiales de la jeunesse.
Le 27 avril 2019, il atteint la limite d'âge qui l'empêche de participer aux votes d'un prochain conclave.

### Soupçons de dissimulation d'abus sexuels
En 2020, le documentaire Don Stanislao. L’autre face du cardinal Dziwisz, diffusé en Pologne, mentionne des complaisances de Stanisław Dziwisz à l’égard de prêtres soupçonnés d’agressions sexuelles et de pédophilie.
En mars 2021, une plainte pour dissimulation d'abus sexuels est déposée à son encontre.
Le 22 avril 2022, la nonciature à Varsovie indique que le Saint-Siège avait examiné les documents reçus et conclut que : «L’analyse des documents recueillis a permis d’évaluer comme correcte la démarche du cardinal Stanislaw Dziwisz et, à cet égard, le Siège apostolique a décidé de ne pas donner suite», conclut la déclaration.

## Décorations
- Grand-croix de l'ordre Polonia Restituta (ordonnance du 10 octobre 2003 du président Aleksander Kwaśniewski[5])
- Grand-croix de l'ordre d'Isabelle la Catholique
- Bailli grand-croix d'honneur et de dévotion de l'ordre souverain de Malte
- Grand officier de l'ordre du Mérite du Portugal
- Chevalier grand-croix de l'ordre du Mérite de la République italienne‎
- Grand-croix de l'ordre du Mérite hongrois (24 janvier 2016 par le ministre Zoltána Baloga[6])